# Robert Grassin
Robert « Toto » Grassin , né le 17 septembre 1898 au Mans et mort le 26 juin 1980 à Gien, est un coureur cycliste français, spécialiste du demi-fond.

## Biographie
Robert Grassin est né au Mans et grandit à Paris. Il a deux frères qui sont aussi coureurs cyclistes.  À treize ans, il est apprenti chez un mécanicien rue Beautreillis. En 1913, il entre dans un club. Il court en cross cyclo-pédestre et obtient une place de trente-quatrième sur deux cents partants sur un circuit à Villeneuve-Saint-Georges pour sa première course.
Pendant la Première Guerre mondiale, Robert Grassin fabrique des obus et participe aux séances d'entraînement populaire au Parc des Princes, puis au Vel' d'Hiv'. Il court, en 1917, Paris-Tours amateurs où il termine neuvième après avoir été en tête jusqu'à Orléans. 
Il est mobilisé à Sainte-Anne d'Auray et envoyé au front à Sompuis, pour monter au Chemin des Dames, où il est fait prisonnier au cours d'une attaque en mai 1918. Il est rapatrié en février 1919, en garnison à Villers-Cotterets puis à Noisy-le-Sec, comme cycliste du régiment. Il est démobilisé en 1920.
Grassin reprend la compétition et gagne Paris-Tours, amateurs et le Challenge d'honneur des sociétés, une course contre la montre. En 1921, Il gagne le maillot tricolore du Championnats de France de cyclisme sur route, amateurs, terminant à une minute trente de Francis Pélissier, premier des professionnels. Il gagne le Critérium des Aiglons, en deux étapes, Paris-Boulogne-sur-Mer-Paris, 614 kilomètres.
Il participe au Tour de France 1922, s'échappe dans la première étape avec Honoré Barthélémy. À Petit Couronne, à vingt kilomètres de Rouen, il casse sa fourche. Il emprunte un vélo, retourne en arrière avec le sien sur l'épaule, attend pendant une heure et demie un mécanicien, perd une heure et demie encore pour trouver une fourche et repart, bien qu'ayant perdu toute espérance avec trois heures de retard. En 1922, Il est quatrième du Critérium des As, et se décide à quitter la route pour la piste.

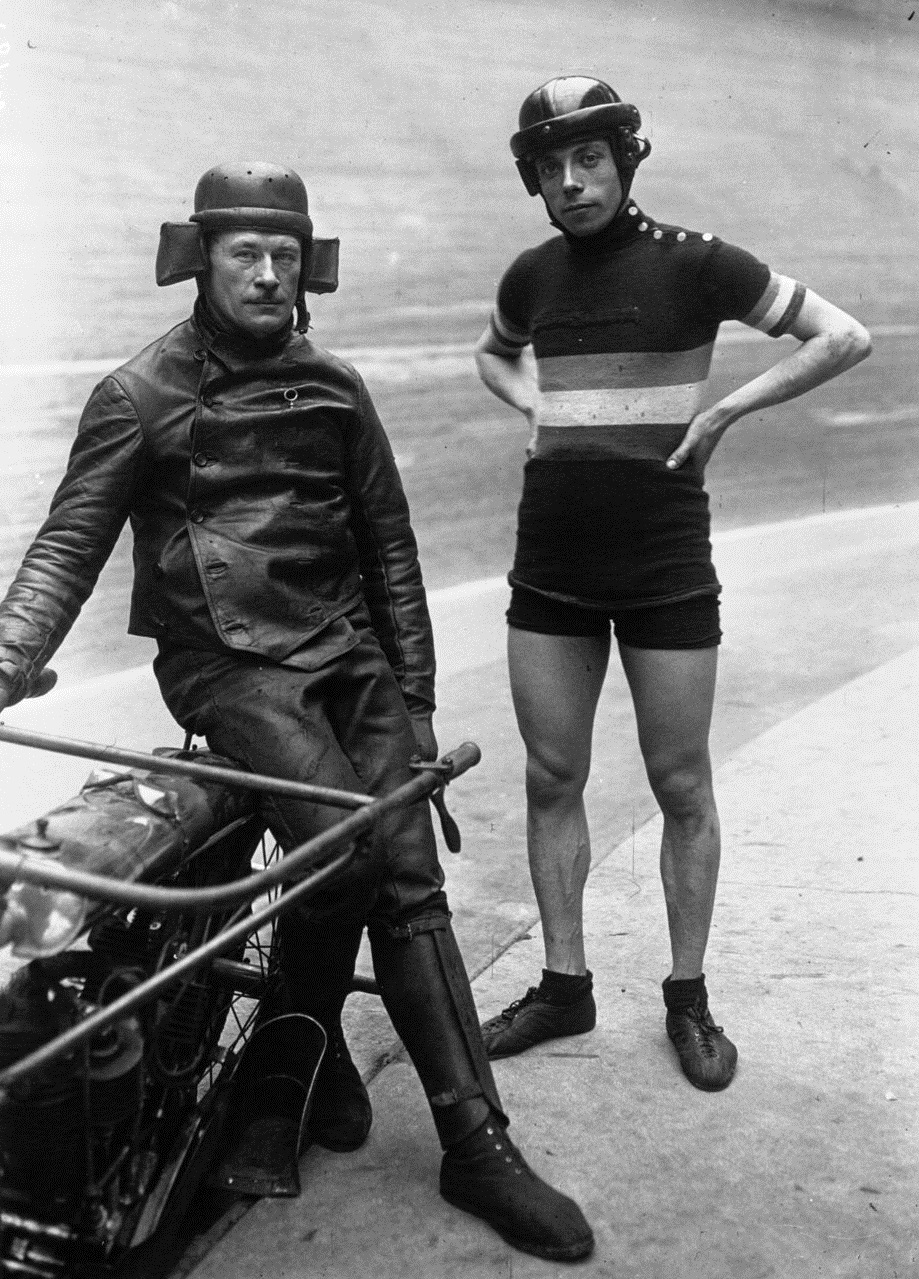
Léon Didier, entraîneur de Robert Grassin

Robert Grassin et Léon Didier se sont connus au cours d'un voyage à Copenhague, alors qu'ils allaient courir les championnats du monde. Léon Didier décide d'abandonner la piste, mais pas la compétition. Léon Didier n'avait jamais eu de coureur à entraîner et Robert Grassin n'avait jamais eu l'occasion de tourner derrière une moto. Après quinze jours d'essai, Léon Didier va trouver Robert Desmarets, directeur du Vél d'Hiv, pour lui offrir ses services. Le 22 octobre 1922, jour de la réouverture du Vélodrome d'Hiver, on présenta sur la piste, pour un tour, Léon Didier, ex-champion de France, et Robert Grassin, ex-champion de France, appelés à courir en demi-fond. Ils débutent au Prix Paul Bor, qui met en présence des espoirs, le 29 octobre 1922, sur 40 kilomètres. 
Grassin s'impose immédiatement comme un grand stayer dès ses débuts derrière motos. Léon Didier le mène de succès en succès, puis sur un coup de tête, il quitte Didier et prend Arthur Pasquier pour entraîneur. Victor Linart, abandonné par Pasquier, obtient les services de Didier. l'étoile de Grassin pâlit tandis que Linart est presque imbattable, jusqu'au jour où Grassin refait équipe avec son ancien associé Didier.

## Palmarès sur piste

### Championnats du monde
- Amsterdam 1925
  -  Champion du monde de demi-fond[4],[5].
- Bruxelles 1930
  -  Médaillé de bronze du demi-fond

### Championnats nationaux
- 1924
  -  Champion de France de demi-fond
- 1931
  - 3e du demi-fond

### Grand-Prix
- Grand Prix du Conseil municipal : 1925, 1927, 1929 et 1930
- Grand Prix de l'Armistice : 1926, 1927, 1928 et 1929; 2e en 1925, 1930 et 1932; 3e en 1931
- Grand Prix de Noël : 1924, 1926, 1928,1929, 1930

## Palmarès sur route

### Par année
- 1920
  - Paris-Tours amateurs
  - Paris-Fontainebleau
  - 2e de Paris-Rouen[6]
- 1921
  -  Champion de France sur route amateurs
  - Paris-Évreux
  - Critérium des Aiglons :
    - Classement général
    - 2e étape

  - Challenge de l'UVF
  - 2e de Tours-Angers-Tours
  - 3e de Paris-Nogent-le-Rotrou

### Résultat sur le Tour de France
1 participation
- 1922 : abandon (3e étape)